# Гірничометалургійний комбінат у Дебарі
Гірничометалургійний комбінат у Дебарі – підприємство кольорової металургії у індійському штаті Раджастхан.
Сировинною базою комбінату стали чотри родовища групи Завар, історія видобутку з яких налічує біля 2 тисяч років. Сучасний етап їх розробки стартував у 1968-му із запуском комбінату в Дебарі, який міг виплавляти 18 тисяч тон цинку на рік. У другій половині 1970-х цей показник довели до 45 тисяч тон, що дозволило переробляти імпортований концентрат, а потім і продукцію з родовища Раджпура-Даріба, яке знаходиться більш ніж за півсотні кілометрів на північний схід від Дебарі.
Розробка групи Завар ведеться підземним способом із використанням шахт Мочія (Mochia), Баларія (Balaria), Завармала та Барой, які в 2021/2022 бюджетному році видали 4 млн тон руди. При цьому річна потужність комбінату досягнула 92 (за іншими даними – 100) тисяч тон цинку, а фактичний випуск в 2019/2020 бюджетному році становив 63 тисячі тон цинку. Як побічний продукт на майданчику можуть продукувати до 320 тон кадмію на рік.
Видобуток з Раджпура-Даріба також забезпечує шахта, що стала до ладу в 1983 році. Втім, з 2010-х її продукція (так само як і продукція запущеної в 2006-му шахти родовища Сіндесар-Хурд) переробляється на новому цинково-свинцевому комбінаті у Даріба.
Важливою частиною технології плавки рудного концентрату є нейтралізація шкідливих окислів сірки, тому завод продукує сульфатну кислоту. Первісно він міг виробляти 87 тисяч тон цього продукту, а станом на початок 2020-х досягнув потужності у 419 тисяч тон на рік. 
Частина сульфатної кислоти використовувалась самим комбінатом для обробки фосфоритів із продукуванням фосфорних добрив – фосфорної кислоти та суперфосфату з річною потужністю на рівні 26 тисяч тон та 73 тисячі тон відповідно. Фосфорити отримували з належного комбінату родовища Матон-Рок, яке знаходиться лише за 7 км від виробничого майданчику в Дебарі. Видобуток на Матон-Рок стартував у 1973/1974 бюджетному році та тривав до 2001-го, при цьому річна потужність кар’єру становила 180 тисяч тон фосфоритів. Станом на початок 2020-х існують плани відновити розробку Матон-Рок із виходом на річну потужність у 1 млн тон, проте навіть за умови реалізації цього проекту подальшу переробку фосфоритового концентрату бажають розмістити в районі Чітторгарху (дещо менш ніж за сотню кілометрів на північний схід від Дебарі). 
Наразі комбінат у Дебарі вже не рахується серед виробників фосфорних добрив. Втім, можливо відзначити, що поблизу від нього діє більше десятка спеціалізованих суперфосфатних заводів, які спираються на ресурси фосфатів гірничозбагачувального комбінату Дхамаркотра та зазвичай потребують поставок сульфатної кислоти.
Енергетичні потреби комбінату задовольняє власна електростанція в Завар потужністю 7,4 МВт, а також виробітка 8 МВт електроенергії за рахунок утилізації тепла технологічних газів.
Комбінат у Дебарі належить компанії Hindustan Zinc Limited, що наразі є частиною потужної групи Vedanta, яка спеціалізується передусім на видобутку різних корисних копалин.